# Kortsnavelmenievogel
De kortsnavelmenievogel (Pericrocotus brevirostris) is een zangvogel uit de familie Campephagidae (rupsvogels).

## Verspreiding en leefgebied
Deze soort telt vier ondersoorten:
- P. b. brevirostris: de centrale en oostelijke Himalaya en noordoostelijk India.
- P. b. affinis: van noordoostelijk India en noordelijk Myanmar tot het zuidelijke deel van Centraal-China.
- P. b. neglectus: zuidoostelijk Myanmar en noordwestelijk Thailand.
- P. b. anthoides: zuidoostelijk China, Laos en noordelijk Vietnam.